# مبارزه با خانواده‌ام
مبارزه با خانواده‌ام (انگلیسی: Fighting with My Family) فیلمی در ژانر کمدی-درام، زندگی‌نامه‌ای و درام به کارگردانی و نویسندگی استیون مرچنت است که در سال ۲۰۱۹ منتشر شد. فیلم بر اساس مستند کشتی‌گیران: مبارزه با خانواده‌ام اثر مکس فیشر ساخته شده‌است که روایت‌گر زندگی حرفه‌ای پیج، کشتی‌گیر حرفه‌ای انگلیسی است. فلورنس پیو، جک لودن، لینا هیدی، نیک فراست، وینس وان و دوئین جانسون از بازیگران اصلی فیلم هستند.
فیلم در ۲۸ ژانویه ۲۰۱۹ در جشنواره فیلم ساندنس و در ۱۴ فوریه ۲۰۱۹ در سینماهای ایالات متحده اکران شد. فیلم با نقد مثبت منتقدان و تمجید گسترده از عملکرد بازیگران همراه بود و بیش از ۴۱ میلیون دلار در سراسر جهان فروش رفت.

## داستان
دو کشتی‌گیر به‌نام‌های ریک و جولیا نایت، فرزندان خود سارایا و زاک را بزرگ می‌کنند تا جا پای آن‌ها بگذارند. این خواهر و برادر به عنوان‌ دو بزرگسال جوان برای پیوستن به دبلیودبلیوئی درخواست می‌دهند و توسط مربی کهنه‌کار هاچ مورگان، مورد ارزیابی قرار می‌گیرند و او موافقت می‌کند که آن‌ها را قبل از شروع اسمک‌داون، در ورزشگاه او۲ آرنا لندن گزینش کند و آن‌ها در آن‌جا با «راک»، اسطورهٔ دبلیودبلیوئی ملاقات می‌کنند. مدت کوتاهی قبل از گزینش، سارایا نام مستعار «پیج» را برای خود انتخاب می‌کند.
مورگان پیج را برای آموزش برای دبلیودبلیوئی انتخاب می‌کند و علی‌رغم اعتراضات پیج، زک را انتخاب نمی‌کند. با سررسیدن ان‌اکس‌تی در فلوریدا، پیج با شیوهٔ تمرین‌ها مشکل دارد، مخصوصاً با توجه به اینکه حریف‌های تمرینی‌اش عمدتاً مدل‌ها و طرفداران تیم هستند که هیچ تجربه‌ای در کشتی ندارند و حریفان ضعیفی هستند. پیج همچنین از تحقیرهای مورگان به‌خاطر اشتباهاتش آزرده می‌شود. مورگان زک را مجبور می‌کند تا به خانه برگردد و پشت پیج را خالی می‌کند.
پیج در طول اولین حضور خود در دبلیودبلیوئی در یک رویداد زندهٔ ان‌اکس‌تی، توسط جمعیت هو می‌شود و در حالی‌که خشکش زده و اشک می‌ریزد، رینگ را ترک می‌کند. او سعی می‌کند موهای خود را روشن کند و برای شبیه‌شدن به رقبایش خود را برنزه می‌کند. مورگان که با دلش برای او می‌سوزد، دلیل واقعی نپذیرفتن زک را برای پیج فاش می‌کند: لیگ از او به عنوان یک کارگر کار می‌کشید و این کار سلامتی او را به خطر می‌انداخت. مورگان نشان می‌دهد که او نیز تجربهٔ مشابهی را داشته و باعث شده تا او از کشتی کنار بکشد.
پیج با اعتقاد به اینکه کشتی حرفه‌ای ارزشش را ندارد و با کمک کردن به والدینش برای تربیت کشتی‌گیران دیگر، زندگی شادتری خواهد داشت، تصمیم می‌گیرد دبلیودبلیوئی را رها کرده و به شهر خود بازگردد. او برای تعطیلات کریسمس به خانه می‌رود تا تصمیم خود را به خانواده‌اش اطلاع دهد، زک که بخاطر ناکامی او در دستیابی به رؤیایش عصبانی شده، در طول یک مسابقه کشتی به پیج حمله می‌کند. پیج پس از سرزنش‌های زک به دلیل تسلیم شدنش، نظر خود را تغییر داده و برای بازگشت به دبلیودبلیوئی به فلوریدا برمی‌گردد. او با بازگرداندن رنگ مو و رنگ پوست به حالت اصلی خود، سعی دارد تا خود واقعیش را به رخ بکشد. او به سرعت در تمرینات پیشرفت می‌کند و با بسیاری از هم‌گروهی‌های خود دوست شده و مورد تشویق آن‌ها قرار می‌گیرد.
مورگان کارآموزان را به رسلمانیا ۳۰ می‌برد و در آن‌جا راک به ملاقات پیج می‌رود و به او می‌گوید شب آینده، اولین بازی "راو" خود را در برابر قهرمان فعلی دبلیودبلیوئی، ای‌جی لی انجام می‌دهد. پیج اولین بازی خود را در "راو" انجام می‌دهد و دوباره در آن‌جا خشکش می‌زند و در ابتدا از لی ضربهٔ شدیدی می‌خورد ولی در نهایت نتیجه را تغییر داده و قهرمان را شکست می‌دهد. او که اکنون ادعای قهرمانی دارد با افتخار اعلام می‌کند که "اینجا خانهٔ من است!" درحالی‌که خانواده و دوستانش، پیروزی او را در خانه جشن می‌گیرند.

## بازیگران
- فلورنس پیو در نقش سارایا "پیج" نایت، خواهر کوچک‌تر زک و دختر جولیا و پاتریک. بدل‌کاری صحنه‌های کشتی او توسط تسا بلانچارد انجام شد.
- لینا هیدی در نقش جولیا "سوئیت سارایا" نایت، مادر پیج و زک و همسر پاتریک.
- نیک فراست در نقش پاتریک "رودی ریک" نایت، پدر پیج و زک و همسر جولیا.
- جک لودن در نقش زک "زودیاک" نایت، برادر بزرگتر پیج و پسر جولیا و پاتریک.
- وینس وان در نقش هاچ مورگان، مربی کهنه‌کار دبلیودبلیوئی.
- دواین جانسون در نقش راک.
- جیمز باروز در نقش روی نایت، پسر پاتریک، پسر خوانده جولیا و برادر ناتنی پیج و زک.

همچنین چندین کشتی‌گیر دبلیودبلیوئی مانند بیگ شو، شیمس و د میز در نقش‌های خودشان، حضور کوتاهی در فیلم دارند.